# Sevilla (provins)
Sevilla er en provins  i det sydlige Spanien, i den vestlige del af  den autonome region Andalusien. Den grænser til provinserne Málaga, Cádiz, Huelva, Bajadoz og Córdoba.
Provinsen har et areal på 14.042 km² og omkring 1,9 millioner indbyggere. 40 % af disse bor i hovedstaden Sevilla. Provinsen har 105 kommuner og er den fjerde folkerigeste provins i Spanien og den befolkningsmæssigt største i  Andalusien. 